# Lilium candidum

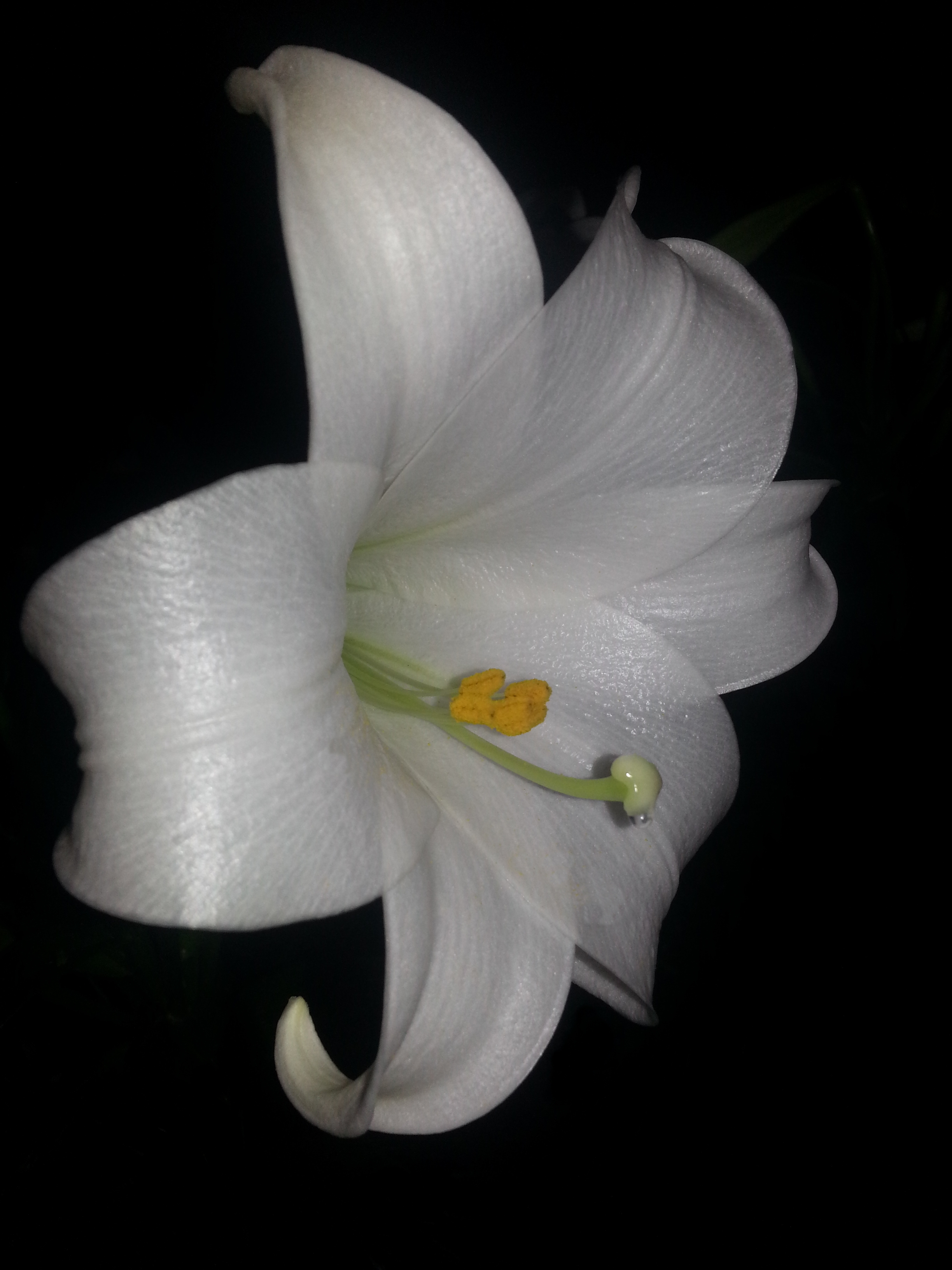
Flor de Lilium candidum. Los tépalos se han separado y la flor está completamente abierta. El líquido estigmático se volvió visible y viscoso, lo que indica que la flor es receptiva. El líquido estigmático previene la deshidratación de la superficie y provee un medio adecuado para la germinación de los granos de polen.

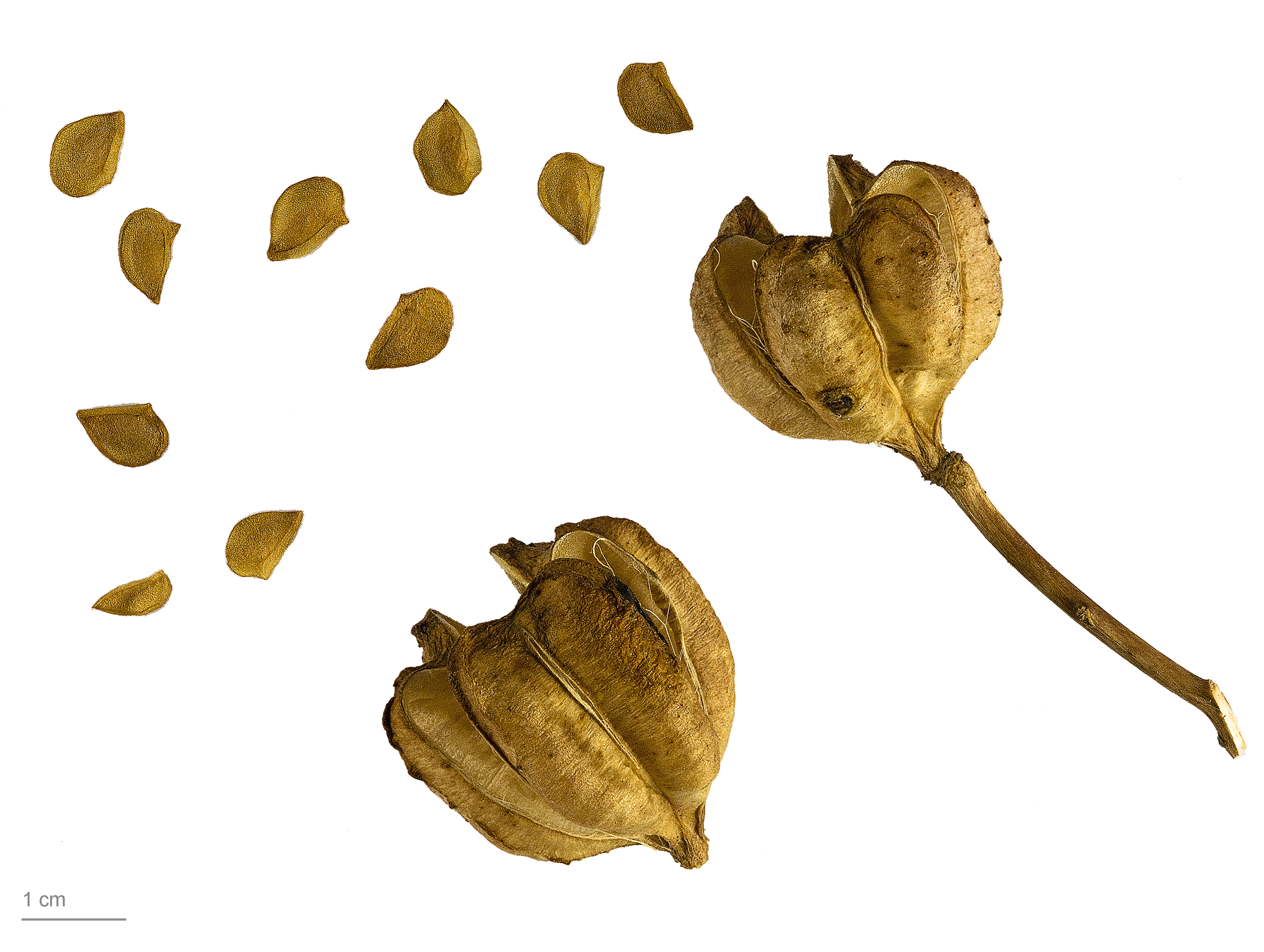
Frutos y semillas de Lilium candidum.

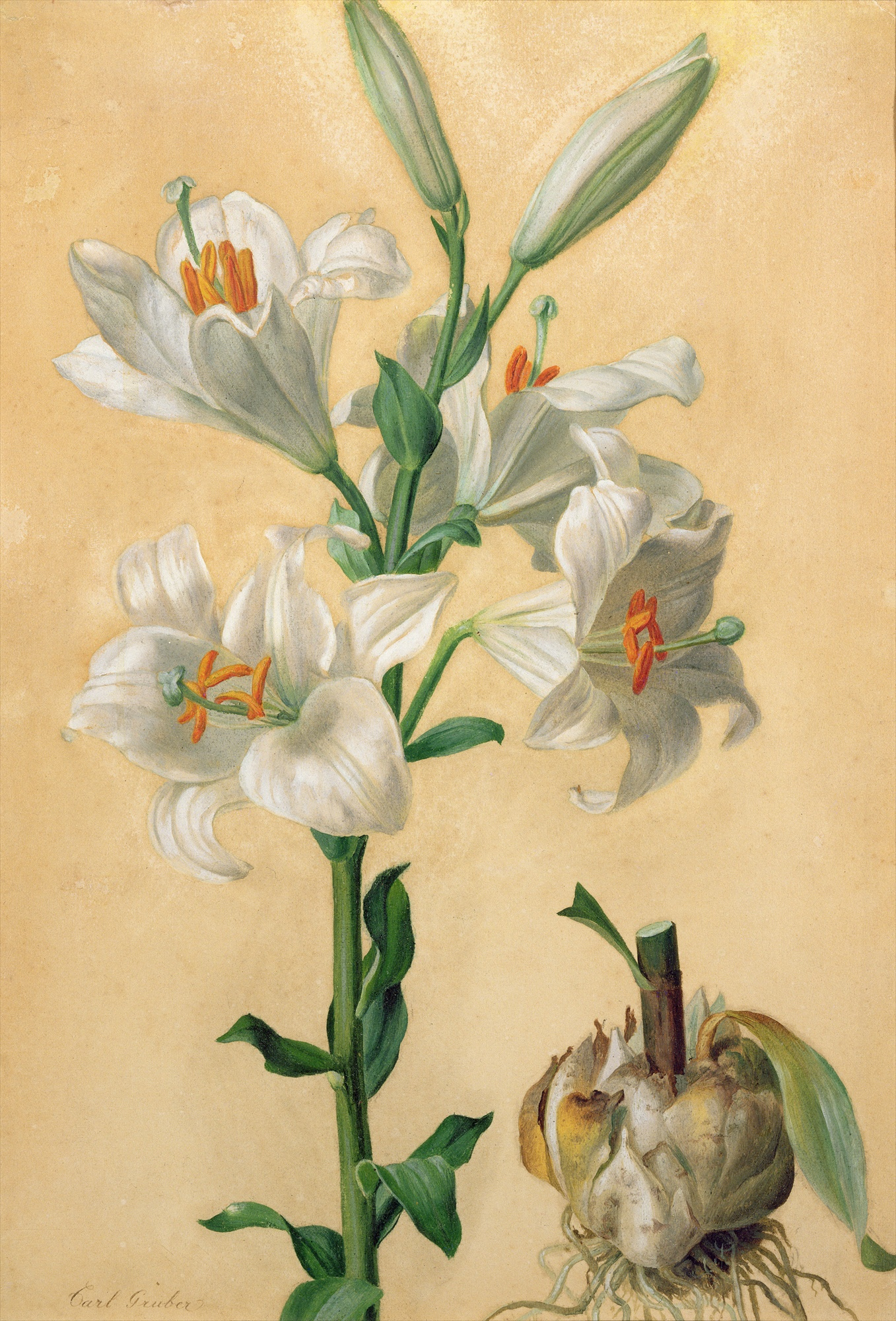
Ilustración

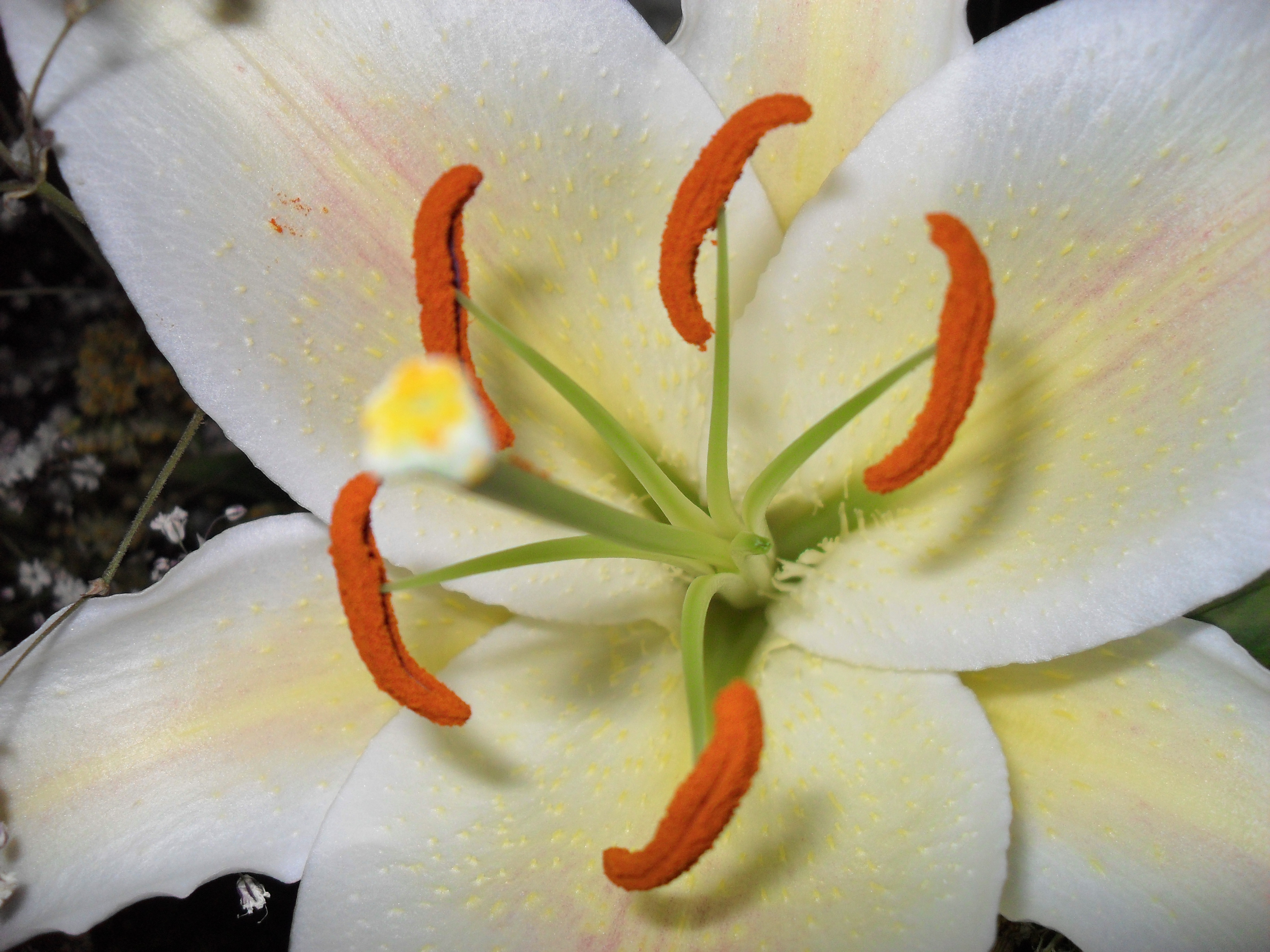
Detalle de la flor

Lilium candidum, lirio o azucena, del árabe assusana, y este del hebreo שׁוֹשַׁנָּה (shoshanná) es una planta vivaz de porte herbáceo, que pertenece a la familia de las Liliáceas.

## Descripción
Posee un tallo subterráneo bulboso y otro aéreo herbáceo provisto de numerosas hojas. 
Flores aparentes, hermafroditas, actinomorfas, y trímeras. Están situadas en la terminación del escapo o tallo herbáceo, presentan un periantio de seis tépalos blancos, libres entre sí, provistos de nectarios. 
Androceo formado por seis estambres y gineceo de ovario súpero (los demás verticilos se insertan en el receptáculo por debajo de aquel: flores hipoginas), tricarpelar y pluriovulado. 
El fruto es una cápsula de dehiscencia loculicida y las semillas maduras tienen color pálido.

## Otros aspectos
El género Lilium comprende unas cien especies, propias de las zonas templadas del hemisferio boreal. Entre ellas se halla la ya comentada L. candidum, que es una planta originaria de Siria y Palestina, provista de grandes flores blancas y olor penetrante. Debido a la blancura de sus flores, la ha pasado a ser sinónimo de pureza y en este sentido se ha incorporado a la tradición popular. En España no es espontánea y se cultiva como ornamental. 
Otras especies del mismo género Lilium pero espontáneas en la península ibérica son: L. martagon, la azucena silvestre, que tiene flores de color rosado con máculas rojas y vive en los bosques, sobre todo en los caducifolios del piso montano, de las regiones septentrionales de la Península. Tiene claras preferencias edáficas por los suelos húmicos ricos en bases y también muestra excelente desarrollo en los suelos forestales con carbonato cálcico en el perfil. La especie del Pirineo es el L. pyrenaicum, que tiene unas bellísimas flores amarillas, y vive en comunidades herbáceas y linderos de bosque en el piso de los hayedos y abetales del Pirineo central y oriental.

## Historia
En el edicto de Carlomagno Capitulare de villis vel curtis imperii aparece mencionada con el nombre de lilium.
Existió una orden de caballería llamada Orden de la Terraza o de las Azucenas, creada a mediados del siglo XI por el rey García Sánchez, llamado el de Nájera.

## Taxonomía
Lilium candidum fue descrita por Carlos Linneo y publicada en Species Plantarum 61. 1753.
Etimología
Lilium: nombre genérico latíno deriva del griego antiguo λείριον, leirion, que generalmente se refiere a los verdaderos lirios blancos como se ejemplifica por el Lilium candidum. La palabra fue tomada del copto (Fayyumic) hleri, desde hreri, y el demótico hrry,  a su vez tomado de la palabra egipcia hrṛt = "flor". Meillet sostiene que tanto la palabra egipcia como la griega son posibles préstamos de un lenguaje extinto del Mediterráneo oriental. Los griegos también usaban la palabra κρίνον, krinon , aunque para los lirios no blancos.
Candidum: epíteto latíno que significa "muy blanco".
Sinonimia
- Lilium peregrinum Mill., Gard. Dict. ed. 8: 2 (1768).
- Lilium album Houtt., Nat. Hist. 2(12): 228 (1780).
- Lilium striatum Baker, J. Roy. Hort. Soc., n.s., 4: 41 (1877), pro syn.[3]

## Nombres comunes
- Castellano: azucena, azucena blanca, azucena común, azucena con la flor rayada de líneas purpúreas, azuzena, lilio, lirio blanco, rosa de Juno, vara de San José, lirio de San Antonio.[4]